# London Eye
A London Eye, "Olho de Londres" (em português), também conhecida como Millennium Wheel (Roda do Milênio), é uma roda-gigante de observação, com 135 metros de altura. Situada na cidade de Londres, da Inglaterra, foi inaugurada na passagem entre o dia 31 de dezembro de 1999 e 1 de janeiro de 2000 e é um dos pontos turísticos mais disputados da cidade. Desde 2006, a roda gigante deixou de ser a maior do mundo, após a inauguração da Estrela de Nanchang (160 m), localizada na cidade de Nanchang, China. Atualmente, a maior roda gigante do mundo é a High Roller (167 m), localizada em Las Vegas, USA.

## História
A London Eye é considerada como um ponto turístico singular em Londres. Isso não apenas pela ousadia de seu projeto, mas também pelas dificuldades que a acompanharam desde quando foi concebida até sua inauguração.

### A ideia
A ideia por trás da London Eye remonta ao início da década de 1990. Nessa época, tendo em vista o novo milênio que se aproximava, vários projetos foram apresentados para marcar essa passagem. Em Londres, o jornal The Sunday Times, em conjunto com a Architecture Foundation, decidiu dar início a uma competição onde se escolheria um projeto para uma nova estrutura na cidade[carece de fontes?].
Os arquitetos David Marks e Julia Barfield tiveram a ideia de criar uma grande roda-gigante. Mas não seria uma roda-gigante comum; ela possibilitaria uma vista de toda a Londres. Em vez de simples gôndolas, como nas rodas-gigantes convencionais, haveria grandes cabines fixadas à roda, dotadas de amplas janelas de vidro. As cabines se movimentariam de acordo com a rotação, sempre deixando o visitante numa posição ereta. De fato era um projeto muito inovador, diferente de tudo que já tinha sido construído na cidade desde então.

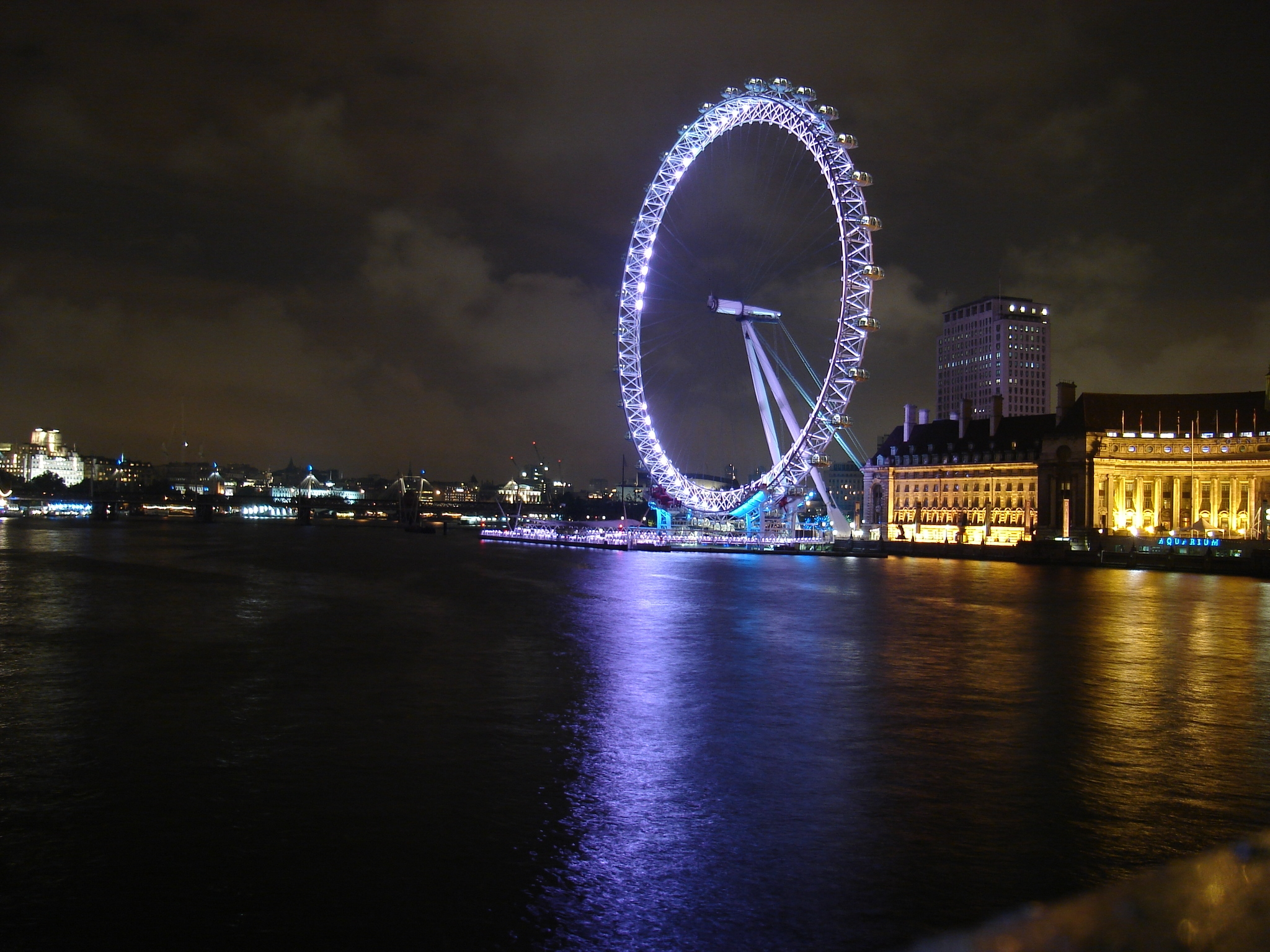
A London Eye vista da ponte de Westminster,a noite.

### British Airways entra em cena
Mas David e Julia não abandonaram sua ideia. Decidiram criar a empresa Marks Barfield, levando em frente o projeto com seu próprio dinheiro. Até o tablóide londrino Evening Standard resolveu dar um impulso, fazendo publicidade em busca de parceiros para custear o plano.
Quando todos já achavam que nada ia dar certo, que todo o trabalho tinha sido em vão, a British Airways aparece. Numa parceria com a Marks Barfield, eles decidem pagar pela construção da então batizada British Airways London Eye.

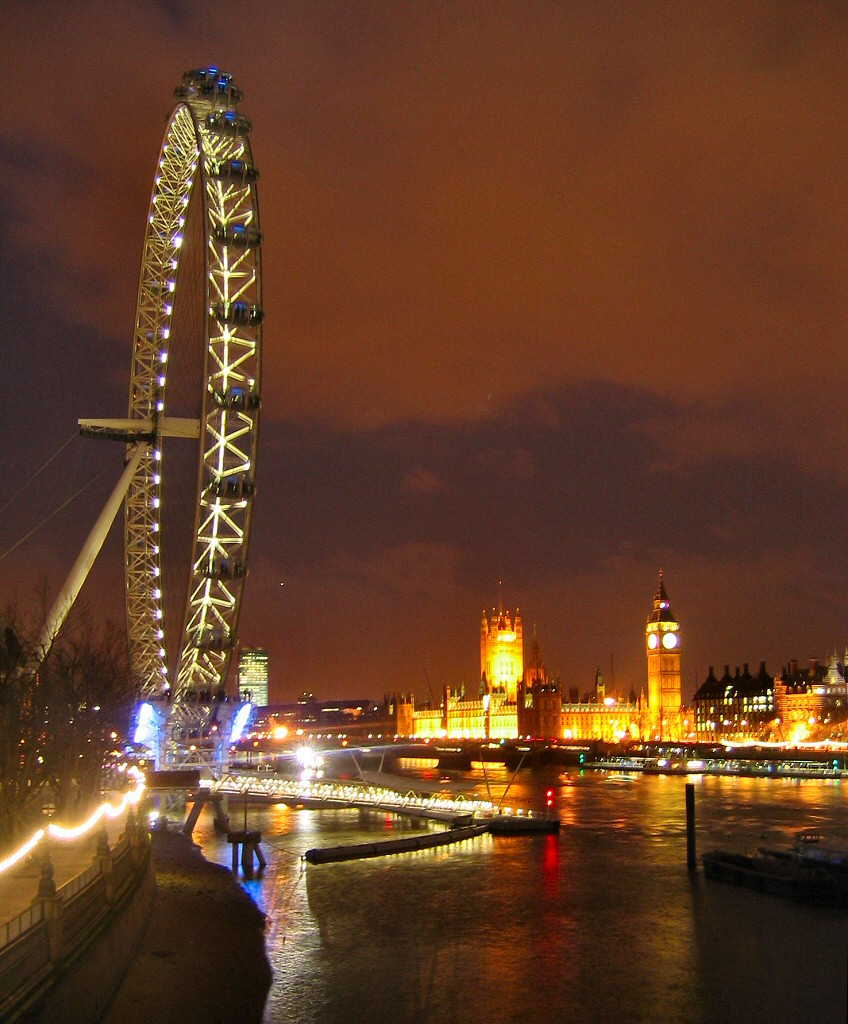
A London Eye à noite, vista do Bankside.

### A construção
O aval já tinha sido dado, e o lugar escolhido para a London Eye seria a margem sul do Tâmisa, bem próximo ao Parlamento. O distrito de Lambeth permitiu que ela ficasse, com a condição de ser desmontada cinco anos depois. Mas o problema era como ela chegaria ali.
Considerando que as ruas de Londres são demasiado estreitas e que seria impossível mover uma roda-gigante de 135 metros de diâmetro rio acima, foi decidido que ela seria construída no próprio Tâmisa, sendo suspendida depois. Todo o material usado viria por balsas. Apesar de ser um ícone londrino, muito pouco da London Eye é de fato inglês. As partes da roda foram fabricadas na Holanda, as cabines são dos Alpes Franceses, e as janelas foram produzidas em Veneza.
Todo o material subiu o rio até chegar ao lugar onde iria ser montada a roda. Em setembro de 1999, ela já estava pronta, e então iria começar o trabalho de 16 horas até suspender as 1.700 toneladas da London Eye. Mas, contra todas as expectativas, um cabo se rompeu. O novo milênio se aproximava e a mídia já chamava o projeto de Wheel of Misfortune (Roda do Infortúnio). Levou mais um mês e 10 dias até que ela estivesse "em pé". As cabines chegaram logo depois, e após 16 meses de trabalho, a inauguração estava marcada para o dia 31 de dezembro de 1999

### A inauguração
Tudo já estava preparado. A abertura da London Eye se daria na passagem do ano, com a presença do Primeiro Ministro Tony Blair.
Mas ninguém poderia adivinhar que uma das cabines não iria ser aprovada num teste de segurança. Levaria mais um mês até que o público pudesse desfrutar do "voo", como a British Airways chama o passeio.
Mas isso não impediu que a roda girasse sem passageiros. Nos últimos minutos de 1999, Tony Blair apertou um botão, um Concorde voou sobre o céu de Londres e os fogos foram lançados. O novo milênio já tinha chegado, e com ele a London Eye.
No primeiro dia de fevereiro de 2000, o público finalmente teve a chance de entrar na London Eye. O tempo estava essencialmente britânico, com muita neblina, mas isso não impediu os londrinos de experimentar seu novo ponto turístico. A mais nova roda-gigante de Londres provou ser um sucesso imediato.
Ironicamente, um outro projeto para o novo milênio que tinha sido amplamente apoiado pelo governo, o Millennium Dome, não fez sucesso algum. O mesmo foi comprado pela operadora de celular O2 em 2005, a qual criou um espaço para shows com capacidade de 22.000 pessoas.
O "The O2 Arena", como é conhecido, é palco de grandes nomes como Linkin Park, Pet Shop Boys, Celine Dion e o show de Reunião do Led Zeppelin em 2006 e os One Direction.

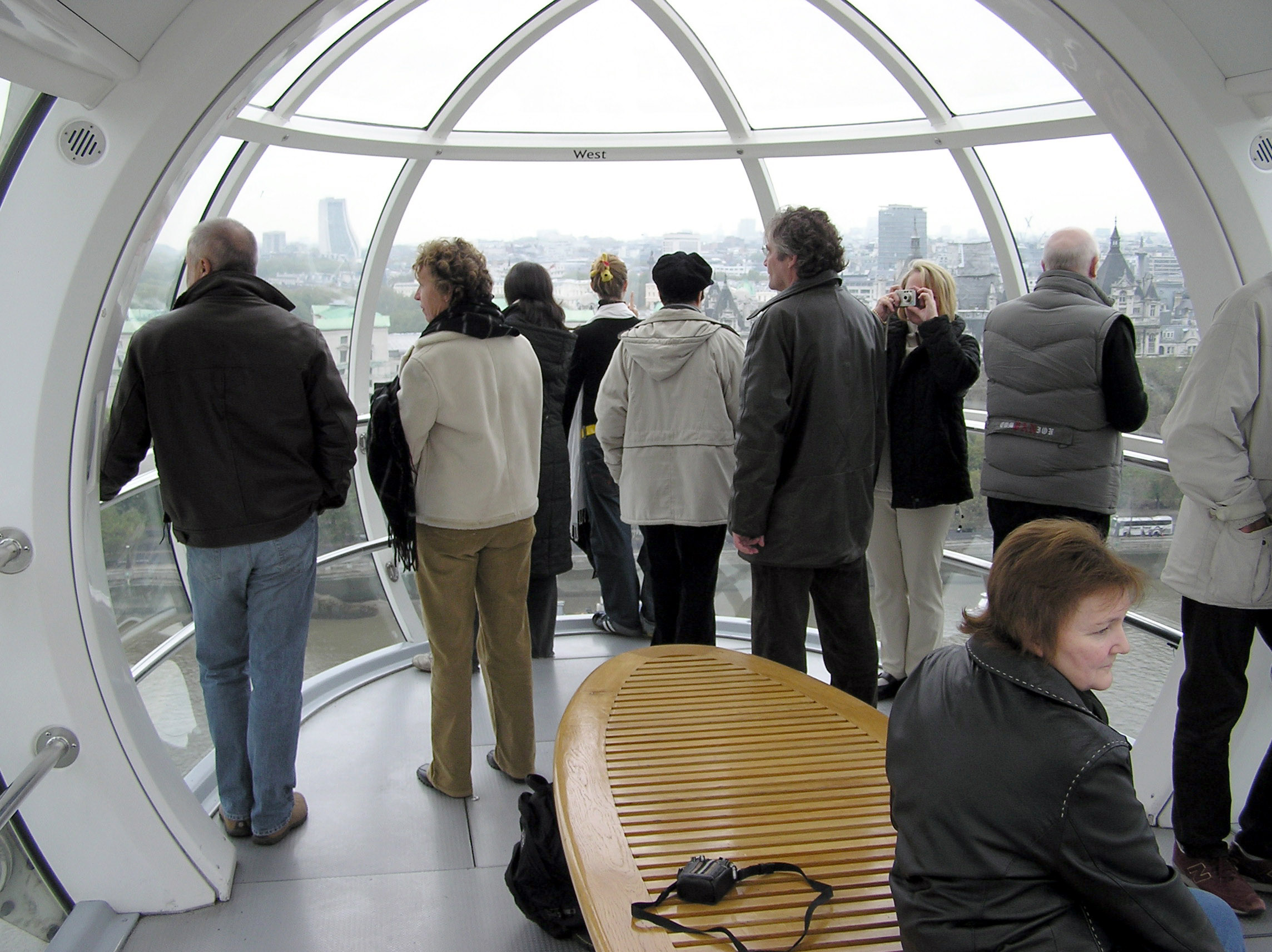
Turistas numa cabine da London Eye.

## A London Eye hoje
A British Airways parou de patrocinar a London Eye desde o início de 2008. A atração hoje e de propriedade da Merlim Entertainment Group, um dos maiores grupos de entretenimento da Europa. O grupo possui vários parques na Inglaterra bem como o famoso museu de cera Madame Tussauds com sede principal em Londres. As 32 cabines podem comportar 15.000 visitantes por dia e a volta completa tem a duração de 30 minutos. A London Eye possui 32 cápsulas, numeradas de 1 a 12 e 14 a 33. Não existe número 13. As 32 cápsulas representam os 32 distritos de Londres.
Há diversos pacotes oferecidos aos visitantes da London Eye. Desde simples "voos" saboreando uma taça de champagne até a possibilidade de alugar sua própria Cápsula Privada com canapés, champagne e vinho.
Havia, como foi dito, uma restrição de cinco anos para a London Eye. Os críticos já tinham dado o apelido de Eyeful Tower, numa referência à Torre Eiffel, que também fora concebida para ser desmontada no futuro. Mas em 2002 o distrito de Lambeth concedeu à British Airways uma licença permanente.

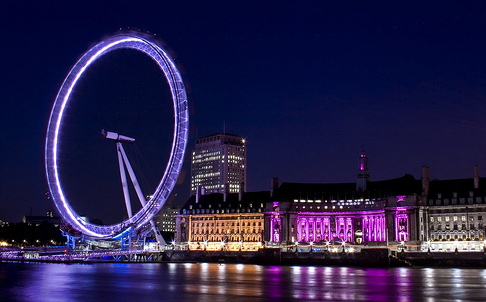
London Eye a noite.

O terreno onde se encontra a London Eye é de propriedade do South Bank Centre, que possui vários outros prédios nos arredores. Em 2005 foi divulgado na mídia o conteúdo de uma carta que supostamente teria vindo da diretoria do SBC, afirmando que o aluguel passaria dos atuais £65,000 para £2,5 milhões, o que a British Airways considerou inviável. Nessa época houve boatos que a London Eye seria então movida para o Hyde Park, ou até mesmo para Paris. O South Bank Centre negou o conteúdo da carta.
Em 2006, depois de um conflito jurídico sobre o valor do aluguel, a British Airways e o South Bank Centre fizeram um acordo onde a London Eye deveria repassar pelo menos £500,000 por ano ao SBC, num contrato válido por 25 anos.
A London Eye entrou para o Guinness, como a maior roda-gigante do mundo. Quando foi construída em 1999, a roda com 135 metros de altura era a mais alta do mundo. Em 2019 ocupa o quarto lugar, superada pela Estrela de Nanchang (158 metros) construída em 2006 na China. Em 2008 nasceu o Singapore Flyer com 165 metros de altura, e, finalmente, em 2014, foi inaugurada aquela que é a roda gigante mais alta do mundo: High Roller, em Las Vegas, com 168 metros de altura.
As estações do metrô mais próximas são Waterloo e Westminster.